# Diadem Peak
Diadem Peak är en bergstopp i Kanada.   Den ligger i provinsen Alberta, i den centrala delen av landet, 3 100 km väster om huvudstaden Ottawa. Toppen på Diadem Peak är 3 371 meter över havet, eller 218 meter över den omgivande terrängen. Bredden vid basen är 0,90 km.
Terrängen runt Diadem Peak är huvudsakligen bergig, men åt nordväst är den kuperad.Trakten runt Diadem Peak är nära nog obefolkad, med mindre än två invånare per kvadratkilometer.. Det finns inga samhällen i närheten. 
Trakten runt Diadem Peak består i huvudsak av gräsmarker.